# 小島康臣
小島 康臣（こじま やすおみ、1940年6月18日 - ）は、日本のアナウンサー、キャスター。
神奈川県横浜市出身。慶應義塾大学法学部卒業。

## 略歴
1964年4月、TBSに第9期生アナウンサーとして入社（同期には石川顯・大沢悠里・平原晋太郎・桝井論平・宇野淑子・高階玲子・二村義子・山田照子・吉野好子）。主にニュース、報道番組を担当。1964年5月ラジオ編成局実施部、1965年6月報道局ニュース部、1965年12月ニュース取材部の後、1967年11月15日アナウンサー研修室設置に伴いラジオニュース部兼アナウンサー研修室付に。1970年7月テレビ本部報道局ラジオニュース部、1972年11月テレビニュース部兼ラジオ局ラジオニュース部、1984年4月政経部、1987年7月編集部に在籍したのち、1990年6月、東京放送健康保険組合へ現職出向。1992年6月、TBS本社へ戻り人事労政局厚生部にそれぞれ在籍した。また、1972年2月28日には連合赤軍による「軽井沢あさま山荘事件」現地リポートも担当する。2000年6月、TBSを定年退職。

## 出演番組
TBS時代
テレビでの報道番組
| 期間       | 期間      | 番組名                | 役職                                                                                         |
| ---------- | --------- | --------------------- | -------------------------------------------------------------------------------------------- |
| 1980年10月 | 1982年9月 | JNN報道特集           | レギュラーリポーター                                                                         |
| 1982年10月 | 1983年3月 | JNNニュースデスク     | 週末担当キャスター                                                                           |
| 1983年4月  | 1984年3月 | JNNニュースデスク     | 金～日曜日担当キャスター                                                                     |
| 時期不明   | 時期不明  | JNNフラッシュニュース | シフト勤務キャスター ※年末放送の『ザ・ベストテン』豪華版ではベストテンのスタジオの中から担当 |

ラジオ番組・その他
- これが世界だ（1967年） - テレビにて放送
- パックインミュージック（1969年） - ラジオにて放送